# World War Hulk
A World War Hulk egy, a Marvel Comics által kiadott ötrészes mini-képregénysorozat, melynek első száma 2007 júniusában jelent meg az Egyesült Államokban. A minisorozat a központi kiadványa a Marvel majd minden kiadványát érintő, azonos című, Hulk Világháború crossover történetnek. A képregény írója Greg Pak, rajzolója John Romita Jr.